# آلبین پلاک
آلبین پلاک (بوسنیایی: Albin Pelak؛ زادهٔ ۹ آوریل ۱۹۸۱) بازیکن سابق فوتبال اهل بوسنی و هرزگوین است.
از باشگاه‌هایی که در آن بازی کرده‌است می‌توان به باشگاه فوتبال سرزو اوساکا، باشگاه فوتبال دینامو زاگرب، باشگاه فوتبال ژلیزنیچار سارایوو و باشگاه فوتبال سارایوو اشاره کرد.